# Capilla Cristo Pobre
La Capilla Cristo Pobre es una iglesia de estilo neogótico ubicada en la ciudad de Jauja. La capilla es una réplica de la Catedral de Notre Dame en París.